# Kothornosz

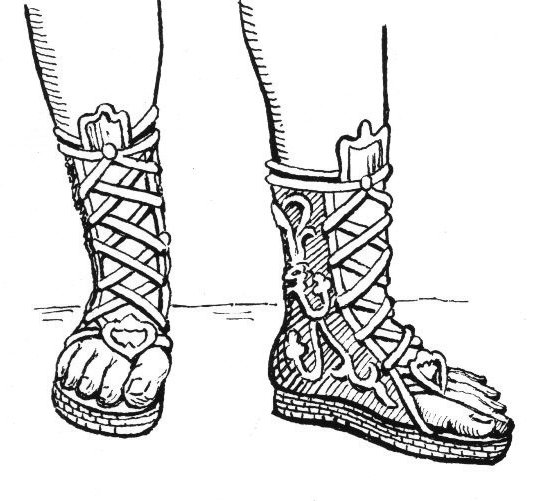
Egy pár antik kothornosz

A kothornosz az ókori görög színházakban a színészek által viselt lábbeli volt; olyan magas talpú, bőrből készült cipő, amelyet azért használtak, hogy a színművészeket magasítsa. A színész járását elbizonytalanító, a színpadi jelenlétet erősen statikussá változtató magasított talpú kothornosz viselése csak a hellenisztikus korban terjedt el. Csak férfiak viselték, mivel az ókori Görögországban nők nem szerepelhettek a színházi darabokban.

## Külső hivatkozások
- sulinet.hu: Az állatviadaltól az Oidipusz királyig